# سوپر جام اروپا ۲۰۱۲
سوپر جام اروپا ۲۰۱۲ ۳۷اُمین دورهٔ مسابقات سوپر جام اروپا بود که در این مسابقات سالانه قهرمانان مسابقات لیگ قهرمانان اروپا و لیگ اروپا به مصاف یکدیگر می‌روند. این دیدار توسط یوفا در تاریخ ۳۱ اوت ۲۰۱۲ و ورزشگاه لویی دوم برگزار گردید. این مسابقه بین تیم چلسی قهرمان مسابقات لیگ قهرمانان اروپا ۱۲-۲۰۱۱ و تیم اتلتیکو مادرید قهرمان مسابقات لیگ اروپا ۱۲-۲۰۱۱ انجام شد.
در این دیدار تیم فوتبال اتلتیکو مادرید با نتیجهٔ چهار بر یک توانست تیم فوتبال چلسی را مغلوب کند و به مقام قهرمانی این دوره از مسابقات سوپر جام اروپا نیز دست پیدا کند. رئال مادرید در دومین حضور خود در این مسابقات توانست دومین قهرمانی خود را بدست بیاورد. این تیم پیش از این یک بار و در سوپر جام اروپا ۲۰۱۰ با شکست دو بر صفر اینتر میلان به مقام قهرمانی در این مسابقات رسیده بود.
رادامل فالکائو بازیکن کلمبیایی تیم اتلتیکو مادرید٬ با انجام یک بازی خوب و به ثمر رساندن سه گل در این مسابقه٬ به عنوان بهترین بازیکن این مسابقه نیز انتخاب شد.
از سال ۱۹۹۸ تا ۲۰۱۲ این مسابقات در ورزشگاه لویی دوم برگزار شده است که در دورهٔ بعد در ورزشگاه ادن واقع در پراگ برگزار خواهد شد.

## ورزشگاه

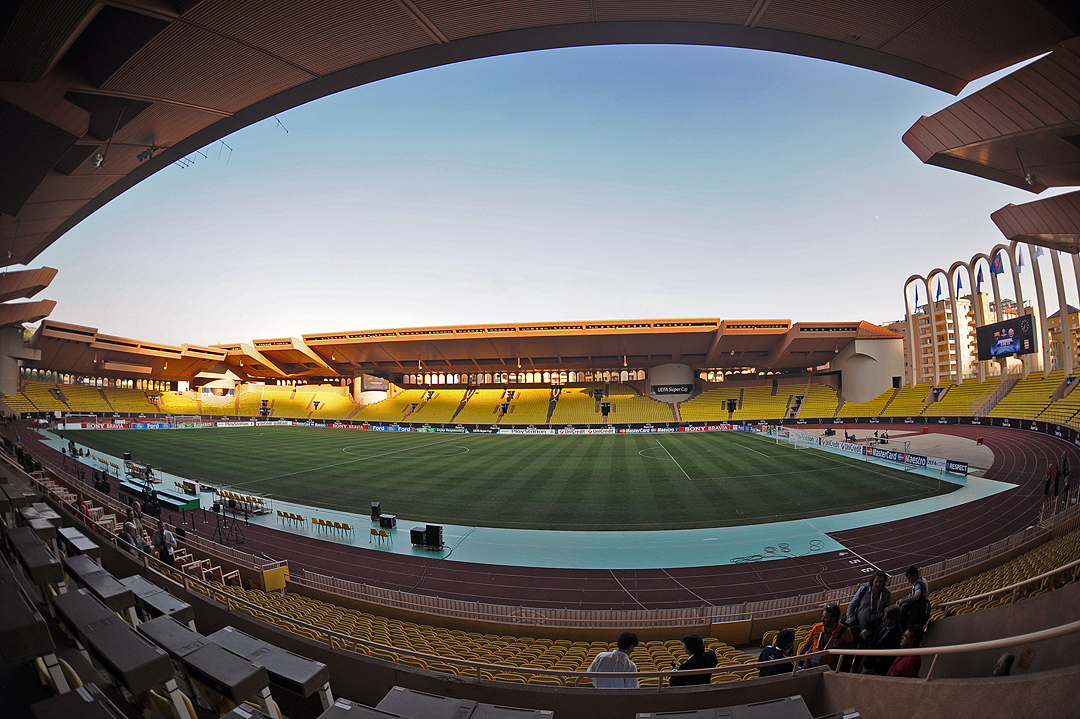
ورزشگاه لویی دوم در فرانسه

ورزشگاه لویی دوم میزبان رقابت‌های سوپر جام اروپا از سال ۱۹۹۸ تا ۲۰۱۲ می‌باشد. این ورزشگاه در سال ۱۹۸۵ ساخته شده است و محل بازی‌های خانگی باشگاه فوتبال موناکو در سیستم لیگ فوتبال فرانسه می‌باشد. ظرفیت خالص این ورزشگاه ۱۸ هزار نفر است که بیش از ۷۰ درصد از بلیط برای عموم مردم و هواداران دو باشگاه می‌باشد. بلیط فروشی بین‌المللی عمومی منحصراً از طریق یوفا در تاریخ ۱۵ ژوئن آغاز و در ۲ ژوئیه به پایان رسید.

## تیم‌ها
| تیم            | نحوهٔ راه‌یابی                          | آخرین حضور (قهرمانی پررنگ نشان داده می‌شود.) |
| -------------- | ------------------------------------- | ------------------------------------------- |
| چلسی           | قهرمانی در لیگ قهرمانان اروپا ۱۲-۲۰۱۱ | ۱۹۹۸                                        |
| اتلتیکو مادرید | قهرمانی در لیگ اروپا ۱۲-۲۰۱۱          | ۲۰۱۰                                        |

پیش از این٬ چهار دیدار انگلیسی-اسپانیایی در این مسابقات وجود داشته است. در سوپر جام اروپا (٬۱۹۷۹ ٬۱۹۸۰ ۱۹۸۲ و ۱۹۹۸) که سه دیدار از چهار دیدار با برتری تیم‌های انگلیسی مقابل تیم‌های اسپانیایی همراه بوده است. با بردی که تیم اتلتیکو مادرید مقابل تیم چلسی به دست آورد٬ در مجموع پنج دیدار انگلیسی-اسپانیایی سه برد سهم تیم‌های انگلیسی و دو برد سهم تیم‌های اسپانیایی نیز شد.

## اطلاعات مسابقه
| ۳۱ اوت، ۲۰۱۲ ۲۰:۴۵ CEST | چلسی      | ۴-۱   | اتلتیکو مادرید                     | ورزشگاه لویی دوم، موناکو تماشاگران: ۱۴٬۳۱۲ نفر داور: دامیر اسکومینا (اسلوونی) |
| ۳۱ اوت، ۲۰۱۲ ۲۰:۴۵ CEST | کیهیل ۷۵' | گزارش | فالکائو ۶'، ۱۹'، ۴۵' · میراندا ۶۰' | ورزشگاه لویی دوم، موناکو تماشاگران: ۱۴٬۳۱۲ نفر داور: دامیر اسکومینا (اسلوونی) |
| ۳۱ اوت، ۲۰۱۲ ۲۰:۴۵ CEST |           |       |                                    | ورزشگاه لویی دوم، موناکو تماشاگران: ۱۴٬۳۱۲ نفر داور: دامیر اسکومینا (اسلوونی) |

| چلسی | اتلتیکو ماردید |

بهترین بازیکن مسابقه:
 رادامل فالکائو (اتلتیکو مادرید)
| قوانین مسابقه - ۹۰ دقیقه وقت قانونی مسابقه - ۳۰ دقیقه وقت اضافه در صورت لزوم - ضربات پنالتی در صورت تساوی - هفت بازیکن ذخیره برای هر تیم - حداکثر سه تعویض برای هر تیم |

## آمار مسابقه
آمارهای مسابقه در نیمه اول٬ نیمه دوم و مجموع بازی:
|                      | چلسی | اتلتیکو مادرید |
| -------------------- | ---- | -------------- |
| گل‌ها                 | ۰    | ۳              |
| شوت‌ها                | ۵    | ۱۱             |
| شوت‌های به سمت دروازه | ۴    | ۷              |
| سیوها                | ۴    | ۴              |
| مالکیت توپ           | ۵۸٪  | ۴۲٪            |
| ضربات کرنر           | ۱    | ۱              |
| خطاها                | ۵    | ۹              |
| آفسایدها             | ۱    | ۲              |
| کارت‌های زرد          | ۱    | ۰              |
| کارت‌های قرمز         | ۰    | ۰              |

|                      | چلسی | اتلتیکو مادرید |
| -------------------- | ---- | -------------- |
| گل‌ها                 | ۱    | ۱              |
| شوت‌ها                | ۷    | ۷              |
| شوت‌های به سمت دروازه | ۳    | ۵              |
| سیوها                | ۴    | ۲              |
| مالکیت توپ           | ۵۶٪  | ۴۴٪            |
| ضربات کرنر           | ۲    | ۵              |
| خطاها                | ۸    | ۹              |
| آفسایدها             | ۰    | ۰              |
| کارت‌های زرد          | ۰    | ۰              |
| کارت‌های قرمز         | ۰    | ۰              |

|                      | چلسی | اتلتیکو مادرید |
| -------------------- | ---- | -------------- |
| گل‌ها                 | ۱    | ۴              |
| شوت‌ها                | ۱۲   | ۱۸             |
| شوت‌های به سمت دروازه | ۷    | ۱۲             |
| سیوها                | ۸    | ۶              |
| مالکیت توپ           | ۵۷٪  | ۴۳٪            |
| ضربات کرنر           | ۳    | ۶              |
| خطاها                | ۱۳   | ۱۸             |
| آفسایدها             | ۱    | ۲              |
| کارت‌های زرد          | ۱    | ۰              |
| کارت‌های قرمز         | ۰    | ۰              |

## قهرمان
| قهرمان سوپر جام اروپا ۲۰۱۲ |
| -------------------------- |
| اتلتیکو مادرید             |
| دومین قهرمانی              |